# Léo, Burkina Faso
Léo là một tổng thuộc tỉnh Sissili ở phía nam Burkina Faso. Thủ phủ là Leo.

## Các thị xã và làng xã
Betiessan, Boutiourou, Djansia, Djantiogo, Don, Fido, Fien, Kayero-Bo, Kayero-Tio, Koalga, Lan, Nabliliessan, Nadion, Onliassan, Outoulou, Sanga, Sissily, Taga, Wan.